# Lumix

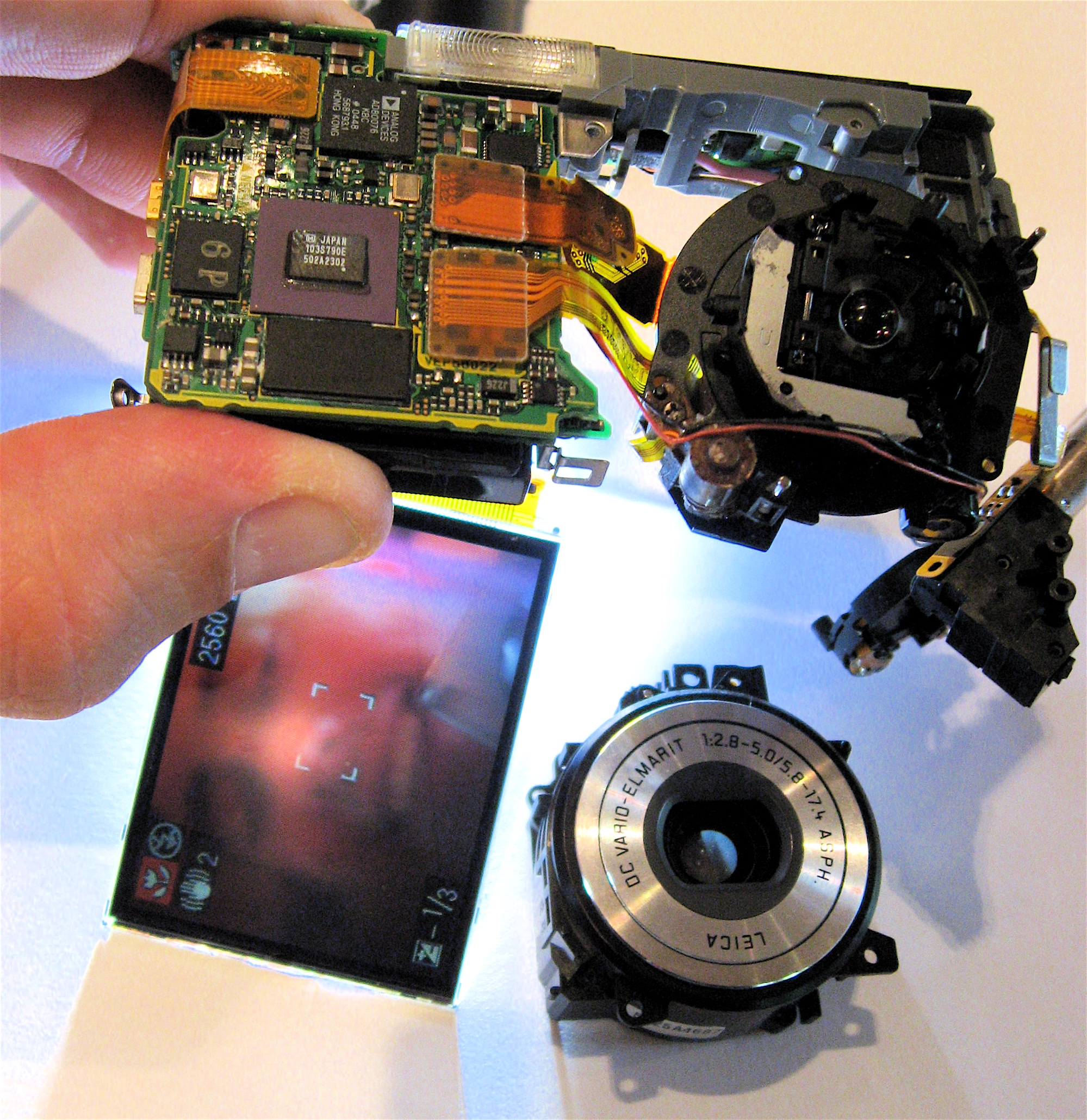
Częściowo rozmontowany aparat Lumix

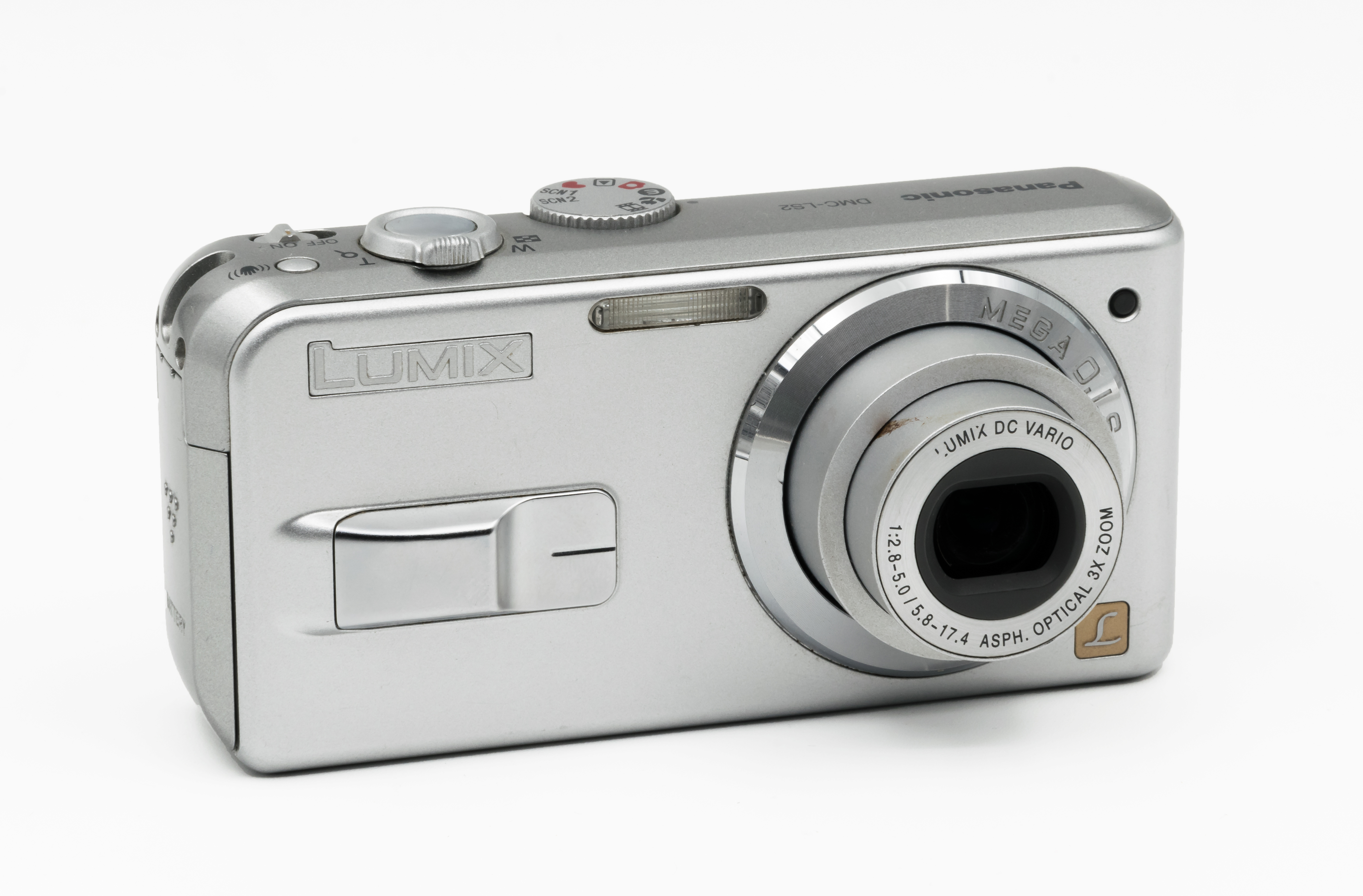
Lumix DMC-L32

Lumix – seria aparatów cyfrowych produkowana przez firmę Panasonic od 2001 roku. 
Większość aparatów tej marki używa obiektywów firmy Leica oraz różnych wersji silnika graficznego Venus Engine do przetwarzania obrazu. Pod marką Lumix wydawane są aparaty od kompaktów po lustrzanki cyfrowe.
Pierwszymi aparatami spod znaku Lumix były wypuszczone w 2001 r. Lumix LC5
i Lumix F7
Część aparatów pokrywa się z produktami firmy Leica. Jedyne różnice to przetwarzanie obrazu przez firmware, powodujące różnice w obrazach jpeg, powstających z identycznych plików RAW.

## Modele
Aparaty dostępne w różnych kolorach mają oznaczenia zakończone na: K — czarny, S — srebrny, A — niebieski, R — czerwony, W — biały. Tańsze linie posiadają matrycę 10,2 mm (1/2,5"), droższe 14,1 mm do 15,4 mm (1/1,65" do 1/1,8"), następnie dużo większe w standardzie Mikro Cztery Trzecie i w lustrzankach cyfrowych.

### Obecne serie
- FS: średnie ultrakompakty Linia aparatów rozpoczęta w styczniu 2008. Składa się z: FS3, FS4, FS5, FS10, FS20, FS6, FS7, FS15, and, FS42.

- FX: ultrakompakty klasy wyższej. W odróżnieniu od innych serii seria FX posiada bardziej stylowy wygląd. Składa się z: FX2, FX3, FX7, FX8, FX9, FX01, FX10, FX12, FX30, FX37(38), FX50, FX07, FX100, FX33, FX55, FX35, FX150 (1/1,72"), FX500, FX40 (FX48 w USA), i FX550 (FX580 w USA).

FX500 jest pierwszym aparatem Panasonica z dotykowym ekranem.
- FZx (z wyjątkiem modeli FZx0): kompakty z superzoomem. Dość duże w tej klasie, z dużą liczbą zewnętrznych pokręteł i przycisków. Posiadające co najmniej 12-krotny zoom. Modele do FZ7 nie posiadają opcji ręcznej zmiany ostrości. Seria składa się z: FZ1, FZ2, FZ3, FZ4, FZ5, FZ7, FZ8, FZ18 (18× zoom, 1/2.5"), FZ28 (18× zoom, Venus IV) i FZ38 (FZ35 w USA) (18× zoom, Venus HD).

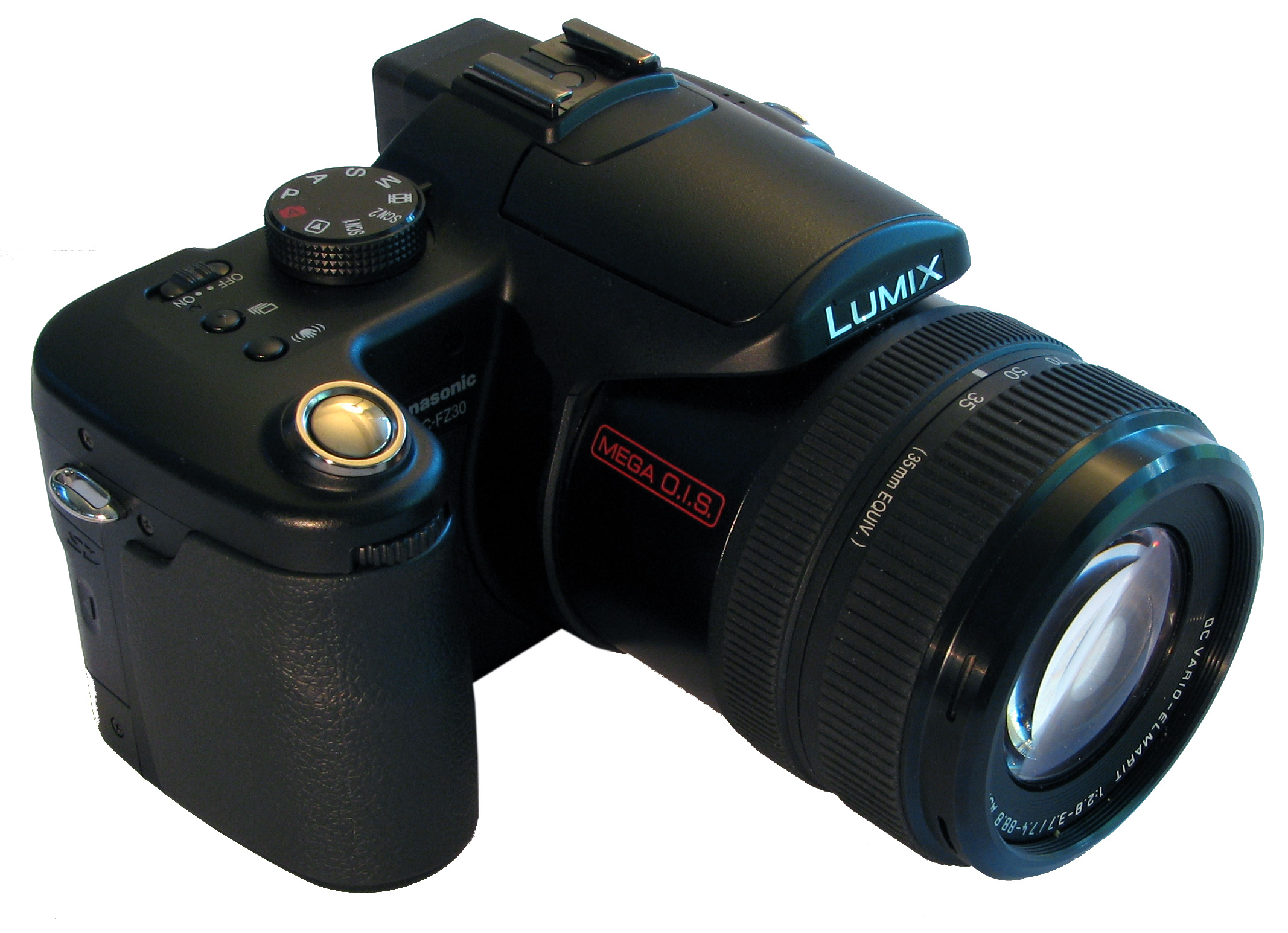
Lumix FZ30

- FZx0: aparaty typu bridge — hybrydy. Pod wieloma względami przypominają lustrzanki, ale posiadają niewymienialny obiektyw, zwykle nie chowający się po wyłączeniu aparatu. Są dość duże, z szerokim zakresem (12×) zoomu, posiadają na obiektywie pierścienie do kontroli ogniskowej i ostrości (ostrość focus-by-wire). Do tej linii zalicza się FZ10, FZ20, FZ30, i FZ50 (14,1 mm / 1/1,8"). Model FZ47 klasyfikuje się na pograniczu linii FZx i FZx0.[3]

- G: linia systemu Mikro Cztery Trzecie to bezlusterkowce. Pierwszym aparatem w tej linii był G1, wypuszczony pod koniec 2008 r. Aparaty z tej serii posiadają wiele cech lustrzanek, pozostają jednak od nich znacznie mniejsze dzięki rezygnacji z lustra i pryzmatu. Wewnątrz tej serii występują różne rodzaje aparatów: GF — najbliższe kompaktom, GX — z większą ilością ustawień, G — zbliżone do lustrzanek, GH — z dodatkowymi cechami polepszającymi nagrywanie wideo. Seria składa się z: GF1, GF2, GF3 GX1, G1, G10, G2, G3, GH1, GH2, GH3, GH4,GH5, GH5s.

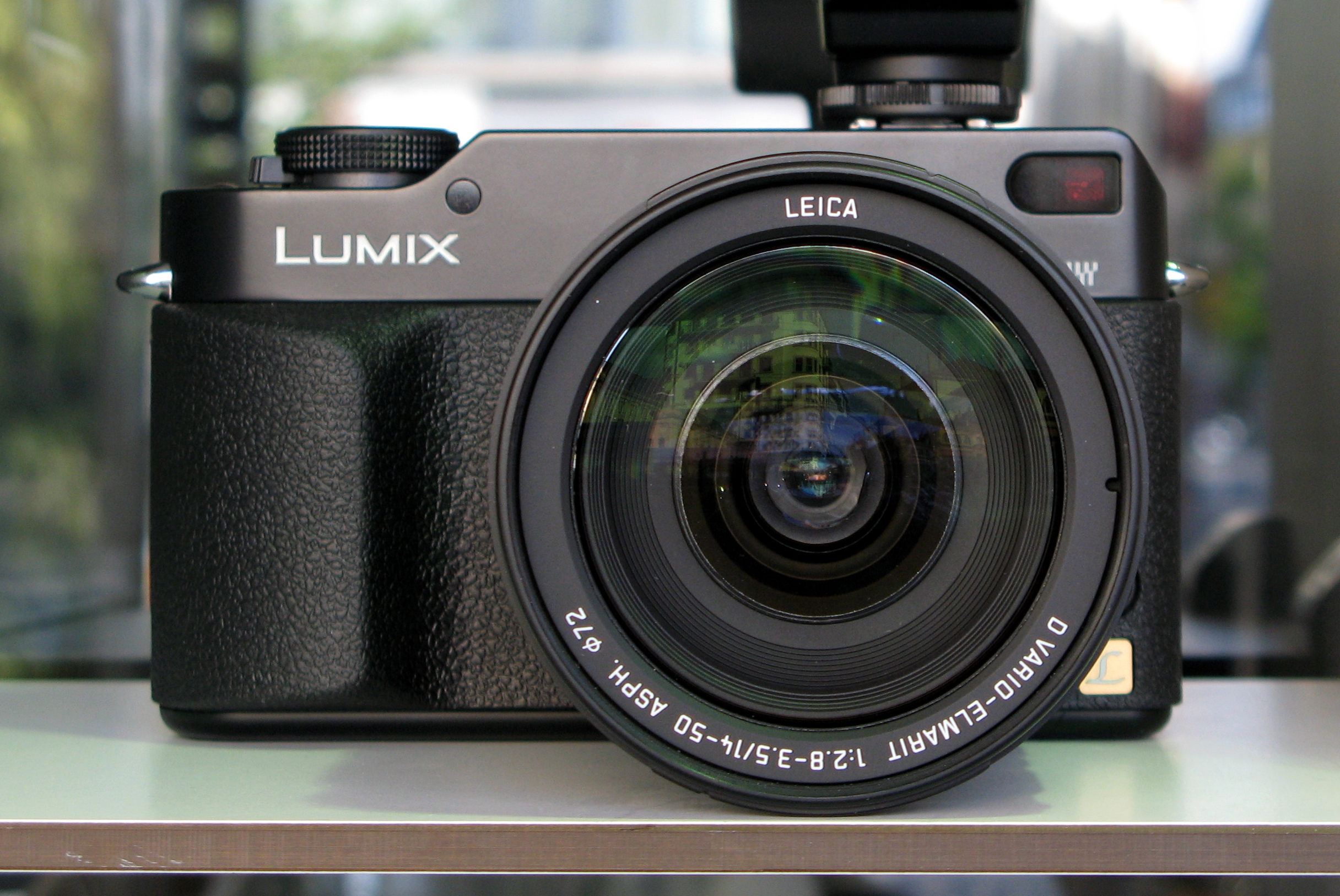
Lumix L1

- L: linia lustrzanek Panasonica. Używają one systemu Cztery Trzecie łącznie z aparatami Olympusa. Były to pierwsze lustrzanki cyfrowe z możliwością podglądu na żywo za pomocą ekranu LCD. Seria składa się z: L1 i L10.

- LCx: kompakty wysokiej klasy LC5 i LC1

- LCxx: standardowe kompakty

- LS: linia niskobudżetowa — najtańsze aparaty, zasilane bateriami AA. Seria zawiera: LS1, LS2, LS3, LS60, LS70, LS75, LS80, i LS85.

- LX: kompakty wysokiej klasy z pełną kontrolą ustawień i możliwością nagrywania plików RAW, normalnie niespotykaną w tej klasie. LX1, LX3, LX5. Odpowiadają im aparaty Leica z serii D-Lux od numerów 2 do 5[4].

- LZ: tanie, zaawansowane kompakty. Umożliwiają więcej kontroli niż zwykłe kompakty. Zoom 5× (37–222 mm). Seria składa się z: LZ2, LZ3, LZ5, LZ6, LZ7, LZ8, LZ10.

- TS: wodoodporne, wstrząsoodporne kompakty. Seria zawiera: TS1

- TZ: kompakty z zoomem 10×. Seria zawiera: TZ1, TZ2, TZ3, TZ4, TZ5 (TZ15 w Azji), TZ20 oraz TZ50 (TZ5 z Wi-Fi).

- ZS: kompakty wysokiej klasy z superzoomem i możliwością nagrywania HD wideo. Ogłoszone w styczniu 2009[5]

jako następca serii TZ. Wyróżniają się wysoką jakością robionych zdjęć i możliwością nagrywania wideo w rozdzielczości HD. Seria zawiera: ZS1 (TZ6) i ZS3 (TZ7).

### Wstrzymane serie
LC: obecnie nieprodukowane. Seria składała się głównie ze średnich kompaktów, ale zawierała również kompakty wysokiej klasy LC5 i LC1. Odpowiadają im aparaty Leica z serii Digilux 1 i 2.